# Соколовка (Горшеченский район)
Соколовка — деревня в Горшеченском районе Курской области России. Входит в состав Богатырёвского сельсовета.

## География
Деревня находится в восточной части Курской области, в лесостепной зоне, в пределах юго-западной части Среднерусской возвышенности, на расстоянии примерно 19 километров (по прямой) к северо-западу от посёлка городского типа Горшечное, административного центра района. Абсолютная высота — 241 метр над уровнем моря.
Часовой пояс
Деревня Соколовка, как и вся Курская область, находится в часовой зоне МСК (московское время). Смещение применяемого времени относительно UTC составляет +3:00.

## Население
| 2002 | 2010 |
| ---- | ---- |
| 102  | ↘70  |

Гендерный состав
По данным Всероссийской переписи населения 2010 года в гендерной структуре населения мужчины составляли 45,7 %, женщины — соответственно 54,3 %.
Национальный состав
Согласно результатам переписи 2002 года, в национальной структуре населения русские составляли 98 % из 102 чел.

## Улицы
Уличная сеть деревни состоит из трёх улиц.

## Транспорт
Через деревню проходит автотрасса федерального значения Р298.